# Latiscopus disjunctus
Il latiscopo (Latiscopus disjunctus) è un anfibio estinto, appartenente ai temnospondili. Visse nel Triassico superiore (Norico, circa 220-210 milioni di anni fa) e i suoi resti fossili sono stati ritrovati in Nordamerica.

## Descrizione
Questo animale è noto solo per un cranio poco conservato, ed è quindi impossibile effettuare una ricostruzione precisa. Dal confronto con altri temnospondili, si può supporre che Latiscopus fosse dotato di un corpo appiattito e di quattro arti brevi. Il cranio era di forma pressoché triangolare se visto dall'alto, molto appiattito e largo posteriormente. Le orbite erano poste in posizione laterale e vi era una breve distanza tra orbite e forame parietale. 

## Classificazione
Descritto per la prima volta nel 1848, Latiscopus disjunctus è noto solo per un cranio mal conservato ritrovato nella formazione Dockum in Texas. Questa specie era senza dubbio un rappresentante dei temnospondili, ma data la cattiva conservazione e le caratteristiche ambigue (ad esempio le orbite laterali) non è chiaro a quale gruppo di temnospondili appartenesse. Latiscopus è stato quindi inserito in una famiglia a sé stante (Latiscopidae) e avvicinato di volta in volta ai ritidosteidi, ai metoposauridi o trattato come un temnospondilo incertae sedis. Un altro animale probabilmente simile è Almasaurus del Triassico superiore del Marocco.